# وودستوك (أغنية)
وودستوك (بالإنجليزية: Woodstock)‏ أغنية شعبية كتبتها جوني ميتشل، وهناك ثلاثة إصدارات من الأغنية في نفس العام 1970. تم تضمين النسخة الأولى، الخاصة بميتشل، في ألبومها لعام 1970 «سيدات الكانيون Ladies of the Canyon» وكان الجانب الثاني لأغنيتها الرائجة «سيارة الاجرة الصفراء الكبيرة Big Yellow Taxi». كان الإصدار الثاني في نفس عام 1970 من فريق «كروسبي، ستيلز، ناش ويونغ» وأصبحت نسختهم عنصرًا أساسيًا في المحطة الإذاعية «الروك الكلاسيكي classic rock» وهي الإصدار الأكثر شهرة في الولايات المتحدة. النسخة الثالثة، كانت للفريق البريطاني «ماثيوز ساوثرن كومفورت Matthews Southern Comfort»، وأصبحت النسخة الأكثر شهرة في المملكة المتحدة، وكانت أيضًا النسخة الأكثر صعودًا للمراكز الأولى، حيث وصلت إلى قمة قائمة أفضل أغاني البوب البريطانية في عام 1970.
كما يوحي عنوان الأغنية، تشير الكلمات إلى مهرجان وودستوك للموسيقى والفنون لعام 1969، حيث تحكي قصة أحد رواد الحفلة الموسيقية في رحلة لحضور المهرجان. كانت المغنية وكاتبة الأغاني وعازفة الجيتار جوني ميتشل، التي لم تتمكن من الأداء في المهرجان بنفسها بسبب تضارب المواعيد، مصدر إلهام لكتابة الأغنية بناءً على قصة المهرجان التي نقلها لها صديقها آنذاك غراهام ناش، الذي كان قد غنى هناك. ترمز الأغنية، وكذلك المهرجان الذي تحكي عنه الأغنية، إلى «ثقافة الستينيات المضادة counterculture of the 1960s» (ظاهرة ثقافية مضادة للنظام المؤسسي).

## تأليف الكلمات
قامت جوني ميتشل بتأليف الأغنية بناءً على ما سمعته من صديقها آنذاك غراهام ناش حول مهرجان وودستوك للموسيقى والفنون. لم تكن هناك بنفسها، لأن مدير أعمالها اقنعها بأن ظهورها في البرنامج التلفزيوني «استعراض ديك كافيت The Dick Cavett Show» هو الأفضل لها والذي كان موعده في نفس موعد المهرجان.
قامت بتأليف الكلمات في غرفة فندق بمدينة نيويورك، مع مشاهدة التقارير التلفزيونية عن المهرجان. قالت في مقابلة بعد فترة وجيزة من الحدث: «الحرمان من عدم القدرة على الذهاب زودني بزاوية أشد تركيزا على وودستوك». ظهر المغني ديفيد كروسبي أثناء مقابلة صحفية في الفيلم الوثائقي جوني ميتشل «امرأة القلب والعقل Joni Mitchell: Woman of Heart and Mind»، وذكر أن ميتشل قد استحوذ عليها شعور بأهمية مهرجان وودستوك بشكل أفضل من أي شخص كان هناك بالفعل.
تحكي كلمات الأغاني قصة عن رحلة روحية إلى مزرعة ماكس ياسغور Max Yasgur's farm، مكان المهرجان، وتستفيد بشكل بارز من الصور المقدسة، بمقارنة موقع المهرجان بجنة عدن Garden of Eden. تبدأ القصة بلقاء الراوي مع رفيق مسافر، وتنتهي في وجهتهم النهائية. هناك أيضًا إشارات إلى «الدمار المؤكد المتبادل» المروع للحرب الباردة، التي تتناقض مع النوايا الحسنة لرواد المهرجان.

## نسخة فريق «كروسبي، ستيلز، ناش ويونغ»
ظهر ألبوم جوني ميتشل «سيدات الكانيون» متضمنًا أغنية وودستوك التي تغنيها وتعزفها بطريقة الموسيقى الريفية الأمريكية، وفي نفس الوقت تقريبًا أصدر فريق «كروسبي، ستيلز، ناش ويونغ» نسخته من أغنية «وودستوك» بتوزيع من الهارد روك hard rock كأغنية رئيسية من ألبوم «ديجا فو Déjà Vu» عام 1970. يبدأ هذا الإصدار بعزف الغيتار الرئيسي الذي يعزف عليه نيل يونغ، والذي يعزف أيضًا جزء العزف المنفرد. يقوم ستيفن ستيلز الغناء الرئيسي مع دعم من ديفيد كروسبي وغراهام ناش ويونغ. إن نسخة الفريق أدخلت تغييرات كبيرة في النغمة. شارك جيمي هندريكس في وقت مبكر في تطوير الأغنية، وتم التسجيل في 30 سبتمبر 1969، قبل نصف عام من صدور الألبوم. صدر في عام 2018 ألبوم جيمي هندركس «كلا الجانبين من السماء Both Sides of the Sky» متضمنًا أغنية «وودستوك» مع عزف هندريكس للباس والجيتار. صرح مهندس الصوت إيدي كرامر أن جيمي هندريكس ساعد كثيرا في أغنية الفريق في النسخة النهائية.
طاقم العزف والتسجيل في نسخة الفريق
ديفيد كروسبي: غناء هارموني وجيتار إيقاعي
ستيفن ستيلز: غناء وأورج
غراهام ناش: غناء هارموني وبيانو كهربائي
نيل يونغ: غناء هارموني وجيتارات
موسيقيون إضافيين
دالاس تايلور: طبول
جريج ريفز: جيتار باس

## نسخة فريق «ماثيوز ساوثرن كومفورت»
حققت أغنية «وودستوك» نجاحًا عالميًا في عامي 1970 و 1971 من خلال نسخة فريق «ماثيوز ساوثرن كومفورت» الذي قدم الأغنية من خلال برنامج «لايف ان كونسرت Live in Concert» الذي تم بثه على الهواء مباشرة من محطة إذاعة البي بي سي BBC Radio 1 في 28 يونيو 1970. يتذكر رئيس الفريق إيان ماثيوز أنهم كانوا يبحثون عن أغنية إضافية لمجموعة أغانيهم التي سوف يعزفوها في الجلسة الإذاعية المتعاقدين عليها، وأن اختار «وودستوك»، بعد أن أصبح ماثيوز على دراية بإصدار نسخة جوني ميتشل الأصلية، حيث اشترى ألبوم «سيدات الكانيون» في وقت سابق من ذلك الأسبوع. بسبب الاستجابة الإيجابية من المستمعين لأغنية ميتشل، اتصلت بي بي سي بشركة «يوني للتسجيلات» المتعاقدة لإصدار أغاني الفريق وطلبت منهم الإسراع في إصدار نسخة الفريق، وحيث ان ألبوم الفريق كان جاهزًا للإصدار فقد اقترحت الشركة تسجيل الأغنية لتتمكن من اضافتها للألبوم، ولكن ماثيوز رفض الإخلال بالألبوم وطلب إصدار «وودستوك» كأغنية فردية.
اعترف ماثيوز لاحقًا بعدم الارتياح عند لقائه بجوني ميتشل في النهاية لأنه غير اللحن، وقال: «لم أستطع الوصول إلى النغمات العالية التي غنتها ميتشل»، لكن ميتشل ردت بأنها فضلت توزيع الأغنية لفريق ماثيوز. قال آندي لي عازف جيتار الفريق: «فصلنا الأغنية عن بعضها وأعدنا تجميعها وعرفنا أن لدينا شيئًا ناجحًا. كنا فرقة ألبومات، لم نقم بإصدار أغاني فردية من قبل».
صدرت أغنية «وودستوك» نسخة فريق «ماثيوز ساوثرن كومفورت» في 24 يوليو 1970، وظهرت لأول مرة في أفضل 50 أغنية في المملكة المتحدة في 26 سبتمبر 1970 ووصلت إلى المركز الأول في 31 أكتوبر 1970 لتستمر على القمة لمدة أسبوعين إضافيين، وحققت المركز الثاني في أيرلندا، كما حققت أيضًا نجاحًا واسع النطاق في القارة الأوروبية، حيث أحتلت في النمسا (المركز 15) والدنمارك (المركز 9) وفنلندا (المركز 23) وألمانيا (المركز 27) وهولندا (المركز 17) واحتلت المركز الثاني في النرويج وبولندا والسويد، وفي أوائل عام 1971، وصلت أيضًا إلى المركز الثالث في جنوب إفريقيا، والمركز الرابع في نيوزيلندا، وحققت نجاحًا طفيفًا في أستراليا حيث وصلت إلى المركز 55.
ظهرت الأغنية على قائمة بيلبورد Billboard Hot 100 بتاريخ 6 مارس 1971 في المركز 83 لترتفع إلى المركز 23 في شهر مايو، وفي كندا، وصلت «وودستوك» إلى المركز الخامس على قائمة أفضل الأغاني الفردية RPM 100 singles chart.  

## نسخ أخرى
أصدر كثيرًا من الفنانين نسخهم من أغنية «وودستوك» كان من أشهرهم:
دمج فريق «ليد زيبلين Led Zeppelin» كلمات وودستوك وهيكلها في أغنية «في حالة ذهول وحيرة Dazed and Confused» بين عامي 1973 و 1975.
قام مغني ومؤسس فريق «توتوToto» بوبي كيمبال في عام 1994، بتضمين نسخة روك من الأغنية في ألبومه المنفرد «ارتفاع Rise Up» وهي أشبه بتوزيع نسخة فريق «كروسبي، ستيلز، ناش ويونغ».
قام جيمس تايلور في عام 1997 بأداء أغنية «وودستوك» في الحفل السنوي الثاني عشر في قاعة مشاهير الروك أند رول Rock and Roll Hall of Fame تكريما لفريق «كروسبي، ستيلز، ناش ويونغ».
أصدر فريق «أمريكا America» الأغنية على ألبوم «الصفحات الخلفية Back Pages» في عام 2012.

## كلمات الأغنية
صادفت شابًا من خلق الله I came upon a child of God
كان يسير على طول الطريق He was walking along the road
عندما سألته إلى أين أنت ذاهب When I asked him, where are you going
هذا ما قاله لي This, he told me
أنا ذاهب إلى مزرعة ياسغور I'm going down to Yasgur's farm
أعتقد أنني سألتحق بفريق لموسيقى الروك أند رول Think I'll join a rock and roll band
سأخيم في العراء I'll camp out on the land
سأحاول تحرير روحي I'll try and set my soul free
نحن غبار النجوم We are stardust
نحن ذهبيون We are golden
وعلينا أن نعيد أنفسنا إلى الحديقة And we've got to get ourselves back to the garden
ثم هل يمكنني ان أسير بصحبتك Then, can I walk beside you
لقد جئت إلى هنا لتفقد ضباب الدخان I have come here to lose the smog
وأشعر وكأنني مجرد ترس And I feel just like a cog
في شيء يدور In something turning
حسنًا، ربما حان الوقت من العام Well, maybe it's the time of year
أو ربما حان وقت الأنسان Or maybe it's the time of man
وأنا لا أعرف من أنا And I don't know who I am
لكن الحياة للتعلم But life's for learning
نحن غبار النجوم We are stardust
بحلول الوقت الذي وصلت فيه إلى وودستوك By the time I got to Woodstock
كان هناك نصف مليون شابًا قويًا They were half a million strong
كانت هناك أغاني واحتفالات في كل مكان Everywhere there were songs and celebration
وحلمت أنني رأيت المفجرين And I dreamed I saw the bombers
راكبين البنادق في السماء Riding shotgun in the sky
تتحول إلى فراشات Turning into butterflies
فوق أمتنا Above our nation
نحن غبار النجوم We are stardust

## وصلات خارجية
- كلمات الأغنية الكاملة على مترولايركس
- Listen to "Woodstock" على يوتيوب (Joni Mitchell)
- Listen to "Woodstock" على يوتيوب (Crosby, Stills, Nash & Young)
- Listen to "Woodstock" على يوتيوب (Matthews Southern Comfort)